# You've Got the Power
You've Got the Power è un album discografico dei Third World, pubblicato dall'etichetta discografica CBS Records nel 1982.
L'album si avvale, in due brani, della collaborazione di Stevie Wonder, che assieme a Melody A. McCully firma il brano Try Jah Love, che al gruppo giamaicano frutta un piazzamento nei Top 20 di R&B degli Stati Uniti, stessa posizione nella classifica di R&B statunitense riservata agli album.

## Tracce
Lato A
1. Try Jah Love – 6:55 (Stevie Wonder, Melody A. McCully)
2. Ride On – 4:58 (William Rugs Clarke)
3. You're Playing Us Too Close – 7:00 (Stevie Wonder)
4. Before You Make Your Move (Melt with Everyone) – 3:36 (William Rugs Clarke)

Lato B
1. Jah, Jah Children Moving Up – 4:42 (William Rugs Clarke, Steven Cat Coore, Michael Ibo Cooper, Willie Stewart)
2. You've Got the Power (To Make a Change) – 3:57 (William Rugs Clarke)
3. Inna Time Like This – 4:31 (Michael Ibo Cooper)
4. I Wake Up Cryin' – 3:44 (Burt Bacharach, Hal David)
5. Low Key-Jammin' – 4:40 (Steven Cat Coore)

## Formazione
- Rugs Clarke - voce solista, chitarra ritmica
- Ibo Cooper - tastiere, voce, chitarra ritmica
- Cat Coore - chitarra solista, voce
- Richie Daley - basso, chitarra ritmica
- Carrot Jarrett - percussioni, accompagnamento vocale e cori
- Willy Stewart - batteria

Musicisti aggiunti
- Stevie Wonder - pianoforte (brano: Try Jah Love)
- Stevie Wonder - pianoforte fender rhodes, dream machine (brano: You're Playing Us Too Close)
- Crystal Blake - accompagnamento vocale e cori (brano: Jah, Jah Children Moving Up)

Note aggiuntive
- Third World (con la supervisione di Michael Ibo Cooper) - produttori (eccetto brani: Try Jah Love e You're Playing Us Too Close)
- Stevie Wonder - produttore e arrangiamenti (solo brani: Try Jah Love e You're Playing Us Too Close)
- Larkin Arnold - produttore esecutivo
- Registrazioni effettuate al Wonderland Recording Studio di Los Angeles, California
- Bobby Brooks - capo ingegnere delle registrazioni (eccetto brani: Try Jah Love e You're Playing Us Too Close)
- Gary Olazabal - capo ingegnere delle registrazioni (solo brani: Try Jah Love e You're Playing Us Too Close)
- Robert Chuckle Stewart, Peter Vargo, Bob Harlan, Bill Fresh - assistenti ingegneri delle registrazioni
- Bob Harlan - assistente ingegnere delle registrazioni (brani: Try Jah Love e You're Playing Us Too Close)
- Stevie Wonder, Bob Harlan e Jim Pace - editing (Digital Magnetix)
- Stephen Marcussen e Larry Emerine - masterizzazione (Precision Lacquer di Los Angeles)
- Mixaggi effettuati al Wonderland Recording Studio e Record Plant di Los Angeles ed al Kendun Recording Studio di Burbank, California
- Try Jah Love e You're Playing Us Too Close, mixati da Gary Olazabal
- Spencer Drate - album art concept, direzione artistica e design
- Susan Shapiro - colori ed effetti artistici della copertina
- Bob Holland - fotografia copertina album[2]